# Josef Wilhelm (Turner)
Josef Wilhelm (* 1892; † 1956) war ein Schweizer Turner und Olympiasieger.
Bei den Olympischen Sommerspielen 1924 in Paris nahm er an allen neun Wettkämpfen im Gerätturnen teil. Er gewann den Einzelwettbewerb auf dem Seitpferd vor den zwei Schweizer Teamkameraden Jean Gutweninger und Antoine Rebetez. Im Mannschaftsmehrkampf belegte Wilhelm mit der Schweizer Mannschaft den dritten Platz hinter den Turnern aus Italien und Frankreich. Am Barren erreichte er zudem den vierten Platz, die Goldmedaille holte sich dort August Güttinger. 
Wilhelm stammte aus Chur. Dort betrieb er zusammen mit seiner Gattin Martha Wilhelm-Appenzeller das lokale Traditionshaus Restaurant Planaterra. Die Familie des Olympiasiegers brachte ausserdem mehrere Grössen im Schweizer Schwingsport hervor. Dazu gehörte etwa sein Bruder Anton Wilhelm.